# Gisela (chanteuse)
Pour les articles homonymes, voir Gisela.

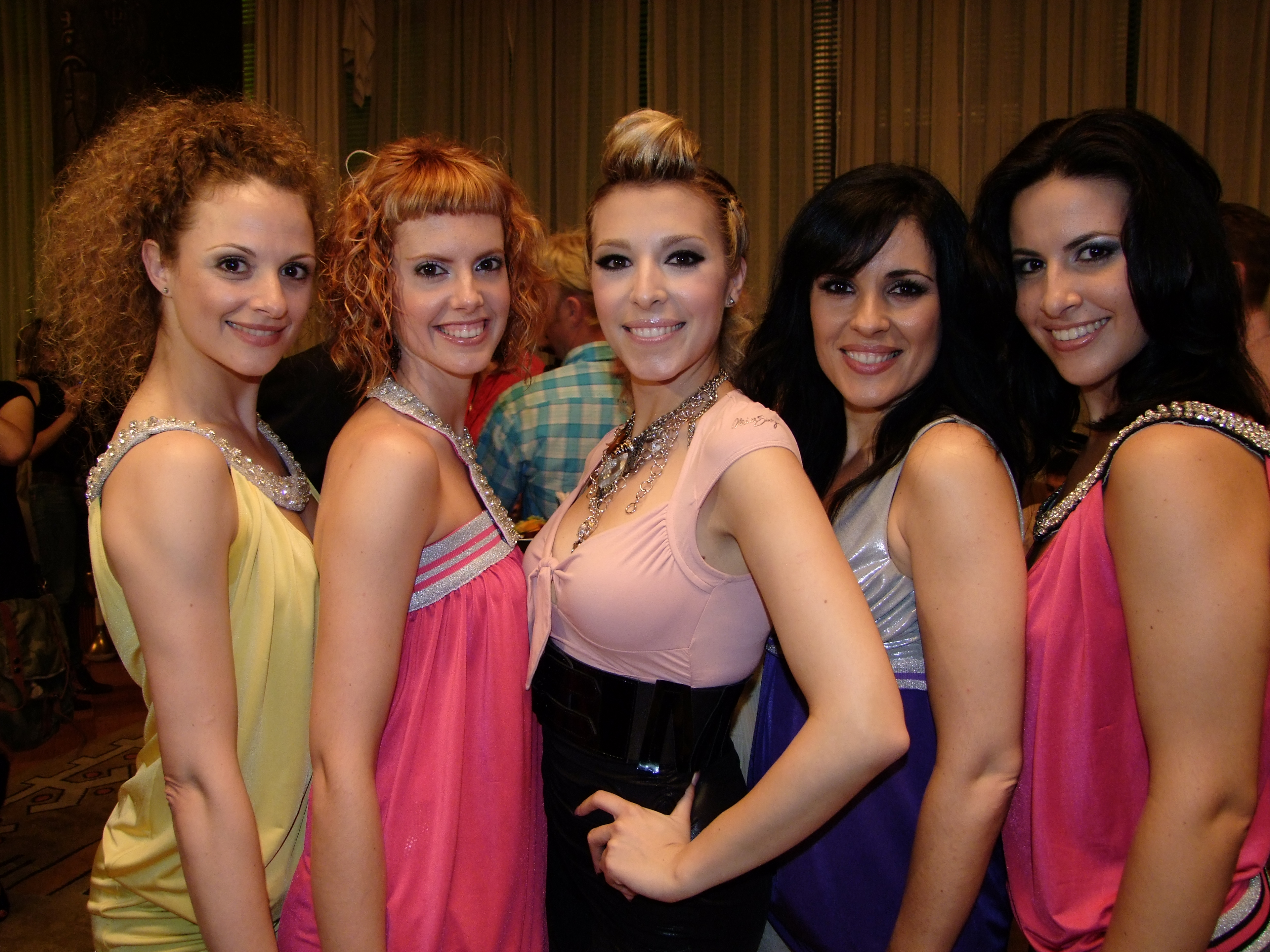
Gisela et ses choristes au Concours Eurovision de la chanson 2008.

Gisela Lladó Cánovas, née le 1er janvier 1979 à Barcelone (Espagne), est une chanteuse catalane.

## Biographie
Elle entre à l'université autonome de Barcelone pour suivre des études de journalisme, abandonnées en 2e année car elle se consacre à sa participation à l'Operation Triunfo, un télé-crochet télévisé espagnol, qui sert également de sélection pour le Concours Eurovision de la chanson. Elle participe à l'édition 2002 de ce concours, comme choriste de la concurrente espagnole Rosa López, classée 7e. Ceci marque le début de sa carrière musicale.
Gisela chante dans des productions de Walt Disney Pictures en 2003 et dans quelques films d'animation. Elle représente ensuite l'Espagne et gagne le Festival de Viña del Mar en 2003.
Elle représente la principauté d'Andorre lors de la première demi-finale de l'Eurovision 2008 mais ne se qualifie pas pour la finale du 24 mai 2008.
En 2013, elle chante la chanson Vol volar, version catalane de Let It Go, pour le dessin animé La Reine des neiges (en catalan : El Regne del Gel). Elle chante également en castillan ¡Suéltalo! (El Reino del hielo).

## Discographie
- 2002 - Parte de mí - #4 ESP
- 2003 - Más allá - #8 ESP
- 2006 - Ni te lo imaginas - #32 ESP

### Singles
- 2002 - Aquella estrella de allá
- 2002 - Vida
- 2002 - Mil noches y una más
- 2002 - Ámame ahora y siempre
- 2003 - Este amor es tuyo
- 2003 - Más allá (Més enllà pour la version en catalan)
- 2004 - Amor divino
- 2006 - Turú Turú (également disponible en catalan)
- 2006 - Mágica la Nntte
- 2008 - Casanova